# Kurayyimah
Kurayyimah är en ort i Jordanien.   Den ligger i guvernementet Irbid, i den norra delen av landet, 50 km nordväst om huvudstaden Amman. Antalet invånare är 17 837.
Terrängen runt Kurayyimah är huvudsakligen kuperad, men söderut är den platt. Runt Kurayyimah är det tätbefolkat, med 257 invånare per kvadratkilometer. Närmaste större samhälle är ‘Ajlūn, 15,7 km öster om Kurayyimah. Trakten runt Kurayyimah består till största delen av jordbruksmark.